# Itaituba (gemeente)
Itaituba is een gemeente in de Braziliaanse deelstaat Pará. De gemeente telt 98.523 inwoners (schatting 2017).
In de gemeente ligt een deel van het Nationaal park Amazônia.

## Aangrenzende gemeenten
De gemeente grenst aan Altamira, Aveiro, Jacareacanga, Novo Progresso, Rurópolis, Trairão en Maués (AM).

## Geboren
- Alessandra Korap (1985), inheems leider van de Munduruku en milieuactiviste